# Ngân hàng thương mại cổ phần Ngoại thương Việt Nam
Ngân hàng TMCP Ngoại thương Việt Nam (tên giao dịch quốc tế: Joint Stock Commercial Bank for Foreign Trade of Vietnam) tên viết tắt: "Vietcombank", là ngân hàng lớn nhất trên thị trường chứng khoán Việt Nam tính theo vốn hóa.
Hiện tại, Ngân hàng Nhà nước Việt Nam nắm giữ 75% cổ phần và là cổ đông lớn nhất.

## Lịch sử
- Ngày 01/04/1963, Vietcombank chính thức khai trương hoạt động theo Nghị định số 115/CP ngày 30/10/1962 do Hội đồng Chính phủ ban hành trên cơ sở tách ra từ Cục Ngoại hối trực thuộc Ngân hàng Nhà nước Việt Nam. Trong giai đoạn 1963 – 1975, thời kỳ chiến tranh Việt Nam ác liệt, Vietcombank đã đảm đương thành công nhiệm vụ lịch sử lớn lao là một ngân hàng thương mại đối ngoại duy nhất tại Việt Nam, góp phần xây dựng và phát triển kinh tế miền Bắc, đồng thời hỗ trợ chi viện cho chiến trường Miền Nam.[3]
- Để tiếp nhận nguồn vốn viện trợ ngoại tệ, tháng 4/1965 theo chỉ thị của Bộ Chính trị, Ngân hàng Nhà nước Việt Nam đã thành lập một tổ chức chuyên trách nghiệp vụ thanh toán đặc biệt với bí danh B29 tại Vietcombank.[3]
- Năm 1990, Đề án đổi mới hoạt động ngân hàng được Hội đồng Bộ trưởng thông qua, từ đây Vietcombank đã trở thành ngân hàng thương mại quốc doanh, kinh doanh trong lĩnh vực đối ngoại.[3]
- Với chức năng thực hiện quản lí vốn ngoại tệ tập trung vào năm 1993, Vietcombank đã chính thức tham gia sâu rộng hơn vào thị trường tiền tệ thế giới, gia nhập tổ chức thanh toán quốc tế SWIFT, là thành viên của Hiệp hội ngân hàng châu Á vào năm 1995, gia nhập tổ chức thẻ quốc tế và là ngân hàng đầu tiên tại Việt Nam phát hành các loại thẻ tín dụng quốc tế là Mastercard và Visa card năm 1996, đồng thời Vietcombank là ngân hàng sáng lập Hội thẻ ngân hàng Việt Nam, tiên phong trong ứng dụng công nghệ vào hoạt động ngân hàng. Trong giai đoạn này, Vietcombank đã tham gia đầu tư vào một loạt các dự án lớn trong các lĩnh vực trọng yếu của đất nước như đường ống khí đốt Nam Côn Sơn, Đạm Phú Mỹ, Đuôi hơi Phú Mỹ, Thủy điện Yaly...[3]
- Năm 2007, Vietcombank tiên phong cổ phần hóa trong ngành ngân hàng và thực hiện thành công kế hoạch phát hành cổ phiếu lần đầu ra công chúng.[3]
- Ngày 2/6/2008, Vietcombank đã chính thức hoàn tất chuyển đổi và hoạt động theo mô hình ngân hàng thương mại cổ phần.[3]
- Ngày 30/6/2009, cổ phiếu Vietcombank (mã chứng khoán VCB) chính thức được niêm yết giao dịch tại Sở Giao dịch Chứng khoán Thành phố Hồ Chí Minh, minh bạch hóa thông tin, thu hút sự quan tâm của đông đảo các nhà đầu tư trong và ngoài nước.[3]
- Tháng 9/2011, Vietcombank ký kết Hợp đồng cổ đông chiến lược với Mizuho Corporate Bank.[3]
- Ngày 01/04/2013, Vietcombank chính thức thay đổi bộ nhận diện thương hiệu mới.[4]

## Cơ cấu tổ chức
Tại ngày 30/06/2020, Vietcombank có 30.115 nhân viên, Ngân hàng có 1 Trụ sở chính, 1 Trường Đào tạo và Phát triển nguồn nhân lực Vietcombank, 2 Trung tâm xử lý tiền mặt, 116 chi nhánh trên toàn quốc, 4 công ty con tại Việt Nam, 3 Công ty con tại nước ngoài, 2 công ty liên doanh, 1 công ty liên kết, 1 văn phòng đại diện đặt tại Mỹ, 1 văn phòng đại diện đặt tại Singapore và 1 văn phòng đại diện đặt tại thành phố Hồ Chí Minh.
Bên cạnh đó, Vietcombank còn phát triển một hệ thống Autobank với hơn 2.100 máy ATM và trên 49.500 điểm chấp nhận thanh toán thẻ (POS) trên toàn quốc. Hoạt động ngân hàng còn được hỗ trợ bởi mạng lưới hơn 1.800 ngân hàng đại lý tại trên 155 quốc gia và vùng lãnh thổ.
- Công ty con
  - Công ty TNHH MTV Chứng khoán Vietcombank
    - Công ty Cho thuê tài chính Vietcombank
    - Công ty Quản lý nợ và Khai thác tài sản Vietcombank
    - Công ty Tài chính Việt Nam (Vinafico) tại Hồng Kông
    - Công ty liên doanh TNHH Cao Ốc VCB 198.
    - Công ty Quản lý Quỹ đầu tư Chứng khoán Vietcombank (VCBF)[5]
- Ngoài ra còn có các công ty góp vốn:
  - Góp vốn đầu tư dài hạn vào 15 đối tác (Ngân hàng và công ty).
  - Góp vốn liên kết với 5 đối tác (Ngân hàng và công ty)

Ngân hàng là thành viên của:
- Hiệp hội Ngân hàng Việt Nam
- Hiệp hội Ngân hàng Châu Á
- Tổ chức Thanh toán Toàn cầu Swift
- Tổ chức Thẻ quốc tế Visa
- Tổ chức Thẻ quốc tế Mastercard
- Tổ chức Thẻ quốc tế JCB
- Tổ chức Thẻ quốc tế American Express

## Hoạt động kinh doanh
- Cá nhân
  - Tiết kiệm & đầu tư
  - Chuyển & nhận tiền
  - Cho vay cá nhân
  - Bảo hiểm
- Doanh nghiệp
  - Dịch vụ thanh toán
  - Dịch vụ séc
  - Trả lương tự động
  - Thanh toán Billing
  - Dịch vụ bảo lãnh
  - Dịch vụ cho vay
  - Thuê mua tài chính
  - Doanh nghiệp phát hành trái phiếu trong nước và nước ngoài
  - Kinh doanh ngoại tệ
- Định chế tài chính
  - Ngân hàng đại lý
  - Dịch vụ tài khoản
  - Mua bán ngoại tệ
  - Kinh doanh vốn
  - Tài trợ thương mại
  - Bao thanh toán
- Doanh nghiệp vừa và nhỏ
- Ngân hàng điện tử
  - Ngân hàng số VCB Digibank
  - Ngân hàng số SME VCB DigiBiz
  - VCB-SMS B@nking
  - VCB-Phone B@nking
  - VCBPAY

## Ban lãnh đạo

### Hội đồng quản trị
- Chủ tịch: Nguyễn Thanh Tùng
- Thành viên:
  - Đỗ Việt Hùng
  - Nguyễn Mạnh Hùng
  - Nguyễn Mỹ Hào
  - Shojiro Mizoguchi
  - Hồng Quang
  - Vũ Viết Ngoạn

### Ban điều hành
- Tổng Giám đốc: Nguyễn Thanh Tùng [6]
- Phó Tổng Giám đốc:
  - Nguyễn Thị Kim Oanh
  - Đinh Thị Thái
  - Shojiro Mizoguchi
  - Phùng Nguyễn Hải Yến
  - Lê Quang Vinh
  - Đặng Hoài Đức
  - Nguyễn Việt Cường

## Giải thưởng
- Giải thưởng Thương hiệu Quốc gia (7 lần liên tiếp)
- Top 500 doanh nghiệp lớn nhất Việt Nam
- Top 500 doanh nghiệp lợi nhuận tốt nhất Việt Nam
- Ngân hàng bán lẻ tốt nhất Việt Nam
- Top 10 ngân hàng lớn nhất Việt Nam
- Ngân hàng được quản trị tốt nhất trong đại dịch COVID-19
- Ngân hàng quản trị trị rủi ro tốt nhất
- Ngân hàng có quan hệ đầu tư tốt nhất trong ngành tài chính - ngân hàng
- Giải thưởng Sao Khuê 2021
- Top 50 công ty giá trị nhất Việt Nam
- Top 100 công ty đại chúng lớn nhất Việt Nam
- Giải thưởng Chuyển đổi số Việt Nam 2021

## Danh hiệu
- Huân chương Lao động hạng Nhất (năm 2018) kỷ niệm 55 năm Ngày thành lập.
- Danh hiệu Anh Hùng Lao Động  thời kì đổi mới (năm 2023).[7]